# Karl Ludwig Höppner
Karl Ludwig Fjodorowitsch Höppner (russisch Карл Людвиг Фёдорович Гепнер; * 7. Septemberjul. / 19. September 1833greg. in Mitau; † 10. Oktoberjul. / 22. Oktober 1874greg. in St. Petersburg) war ein kurländischer Mediziner, Chirurg und Hochschullehrer.

## Leben
Höppner, Sohn des Müllers Friedrich Höppner und seiner Frau Anna Sophia geb. Hochheim, besuchte 1849–1854 das russische Gouvernementsgymnasium in Mitau. Anschließend studierte er Medizin an der  St. Petersburger Kaiserlichen Medizinisch-Chirurgischen Akademie, der späteren Militärmedizinischen Akademie (WMA). Er konzentrierte sich auf die Anatomie, so dass er aufgrund seiner Begabung fürs Präparieren bereits als Student 1857 Assistent Wenzel Grubers wurde. 1859 schloss er das Studium mit einer Silbermedaille als Arzt ab. Darauf wurde er zur dreijährigen Weiterbildung an das 2. Landeskrankenhaus und das Anatomie-Institut in St. Petersburg abgeordnet. 1860 half er Gruber bei der Einbalsamierung der Kaiserin Alexandra Fjodorowna. Im gleichen Jahr wurde Höppner Außerordentlicher Stationsarzt der Frauenabteilung der Chirurgischen Klinik.
1862 wurde Höppner mit seiner Dissertation Sphincter recti sive ani tertius zum Doktor der Medizin promoviert. Darauf wurde er Prosektor und mit Zustimmung Grubers Stationsarzt bei Alexander von Kieter. 1866 wurde ihm die Vorlesung über beschreibende Anatomie übertragen mit Beurlaubung von der Stationsarztstelle. Darauf bat ihn Kieter, bei ihm zu bleiben, dem auch stattgegeben wurde.
1868 wurde Höppner Dozent für plastische Anatomie an der Kaiserlichen Akademie der Künste. Im gleichen Jahr wurde er von der Medizinisch-Chirurgischen Akademie zur Fortbildung nach Tübingen zu Hubert von Luschka geschickt. Er besuchte die Universitäten Berlin, Halle, Frankfurt, Bonn, Heidelberg, München, Würzburg, Dresden, Wien, Zürich, Paris, Lyon, London, und er hospitierte in Hamburg und Genf. Er besichtigte Anatomie-Museen, und er untersuchte die Konstruktion der Anatomischen Theater in Berlin und Paris. Währenddessen wurde er auf Bitte Grubers  aufgrund des gestörten Verhältnisses  aus dem Anatomischen Institut entlassen und wurde Prosektor an der Akademie. Nach Höppners Rückkehr nach St. Petersburg wurde er auf Bitte Professor Theodor Landzerts Prosektor und Dozent am Lehrstuhl für beschreibende Anatomie.
Nach Beginn des Deutsch-Französischen Krieges wurde Höppner mit Unterstützung der Großfürstin Elena Pawlowna zur Weiterbildung nach Saarbrücken geschickt, wo er als Chefarzt und Chirurgie-Berater das preußische Lazarett leitete. Nach seiner Rückkehr wurde er Professor-Adjunkt für praktische Chirurgie und chirurgische Anatomie und 1873 Außerordentlicher Professor für Chirurgie der Medizinisch-Chirurgischen Akademie und Staatsrat. Auch lehrte er Anatomie in der Gymnastik-Gesellschaft und in den Kasernen für die Feldschere. 1872–1874 nahm er an den jährlichen Konferenzen der deutschen Chirurgen teil. 1874 wurde er Vizepräsident der deutschen Vereinigung der St. Petersburger Ärzte.
Höppner wurde auf dem St. Petersburger Lutherischen Wolkowo-Friedhof begraben. Er war verheiratet mit Karoline Marie geb. Butz.

## Ehrungen
- Preußischer Kronen-Orden IV. Klasse für seine Mitwirkung im Deutsch-Französischen Krieg